# 羅德尼科瓦古塔
48°43′32″N 22°55′35″E / 48.72556°N 22.92639°E
羅德尼科瓦古塔（烏克蘭語：Родникова Гута），是烏克蘭西部的村莊，隸屬外喀爾巴阡州的穆卡切沃區。該村始建於1946年，面積12平方公里，海拔高度467米，2001年人口483，人口密度每平方公里40.25人。